# Elecciones municipales de Coronel Portillo de 2002
Las elecciones municipales de Coronel Portillo de 2002 se llevaron a cabo el 17 de noviembre de 2002 para elegir al alcalde y al Concejo Provincial de Coronel Portillo para el periodo 2003-2006. La elección se celebró simultáneamente con elecciones regionales y municipales (provinciales y distritales) en todo el Perú.

## Sistema electoral
La Municipalidad Provincial de Coronel Portillo es el órgano administrativo y de gobierno de la provincia de Coronel Portillo. Está compuesta por el alcalde y el Concejo Provincial.
La votación del alcalde y el concejo se realiza en base al sufragio universal, que comprende a todos los ciudadanos nacionales mayores de dieciocho años, empadronados y residentes en la provincia de Coronel Portillo y en pleno goce de sus derechos políticos, así como a los ciudadanos no nacionales residentes y empadronados en la provincia de Coronel Portillo.
El Concejo Provincial de Coronel Portillo está compuesto por 13 regidores elegidos por sufragio directo para un período de cuatro (4) años, en forma conjunta con la elección del alcalde (quien lo preside). La votación es por lista cerrada y bloqueada. Se asigna a la lista ganadora los escaños según el método d'Hondt o la mitad más uno, lo que más le favorezca.

## Composición del Concejo Provincial de Coronel Portillo
La siguiente tabla muestra la composición del Concejo Provincial de Coronel Portillo antes de las elecciones.
| Partidos | Partidos                                                               | Regidores |
| -------- | ---------------------------------------------------------------------- | --------- |
|          | Lista Independiente Movimiento Independiente Pucallpa 2000             | 7         |
|          | Movimiento Independiente Somos Perú                                    | 1         |
|          | Lista Independiente Movimiento Independiente del Pueblo para el Pueblo | 1         |
|          | Lista Independiente Popular Ucayalina                                  | 1         |
|          | Movimiento Independiente Vamos Vecino                                  | 1         |

## Partidos y candidatos
A continuación se muestra una lista de los principales partidos y alianzas electorales que participaron en las elecciones:
| Candidatura | Candidatura | Partidos y alianzas | Candidatos | Candidatos                    | Ideología                                               | Resultado previo | Resultado previo | Ref. |
| Candidatura | Candidatura | Partidos y alianzas | Candidatos | Candidatos                    | Ideología                                               | Votos (%)        | Reg.             | Ref. |
| ----------- | ----------- | --- | ---------- | ----------------------------- | ------------------------------------------------------- | ---------------- | ---------------- | ---- |
|             | SP          | Lista - Somos Perú (SP) |            | Víctor Fernández Barra        | Democracia cristiana Conservadurismo social             | 19.58%           | 1                |      |
|             | AP          | Lista - Acción Popular (AP) |            | Moisés Malpartida Sánchez     | Humanismo Nacionalismo cívico Reformismo                | 1.13%            | 0                |      |
|             | APRA        | Lista - Partido Aprista Peruano (APRA) |            | Salomón Aliaga Pérez          | Aprismo                                                 | 1.82%            | 0                |      |
|             | UN          | Lista - Unidad Nacional (UN) – Partido Popular Cristiano (PPC) – Solidaridad Nacional (SN) – Renovación Nacional (RN) – Cambio Radical (CR) |            | Carlos Henderson Lima         | Democracia cristiana Conservadurismo Neoliberalismo     | Nuevo            | Nuevo            |      |
|             | MNI         | Lista - Movimiento Nueva Izquierda (MNI) |            | Washington Quintanilla Osorio | Marxismo-leninismo Mariateguismo Socialismo democrático | Nuevo            | Nuevo            |      |
|             | TxU         | Lista - Movimiento Cívico Regional Todo por Ucayali (TxU)                                                                                   |            | Luis Valdez Villacorta        | Regionalismo ucayalino                                  | Nuevo            | Nuevo            |      |
|             | CU          | Lista - Cambio en Ucayali (CU) |            | Segundo Pérez Collazos        | Regionalismo ucayalino                                  | Nuevo            | Nuevo            |      |
|             | MIRA        | Lista - Movimiento Independiente Renacimiento Amazónico (MIRA)                                                                              |            | Francisco del Águila Salcedo  | Regionalismo ucayalino                                  | Nuevo            | Nuevo            |      |
|             | IND         | Lista - Lista Independiente N° 3 Ucayali Tierra Bendita y Generosa                                                                          |            | Ernesto Valera Daza           | Localismo portillano                                    | Nuevo            | Nuevo            |      |

## Resultados

### Sumario general
| |                                                            |              |              |              |           |           |  |  |
| Partidos y coaliciones                                                                                              | Partidos y coaliciones                                     | Voto popular | Voto popular | Voto popular | Regidores | Regidores |  |  |
| Partidos y coaliciones                                                                                              | Partidos y coaliciones                                     | Votos        | %            | ±pp          | Total     | +/−       |  |  |
| | Movimiento Cívico Regional Todo por Ucayali (TxU)          | 68,335       | 63.89        | Nuevo        | 10        | +10       |  |  |
| | Cambio en Ucayali (CU)                                     | 13,704       | 12.81        | Nuevo        | 2         | +2        |  |  |
| | Unidad Nacional (UN)                                       | 9,604        | 8.98         | Nuevo        | 1         | +1        |  |  |
| | Partido Aprista Peruano (APRA)                             | 6,348        | 5.94         | +4.12        | 0         | ±0        |  |  |
| | Acción Popular (AP)                                        | 5,516        | 5.16         | +4.03        | 0         | ±0        |  |  |
| | Movimiento Independiente Renacimiento Amazónico (MIRA)     | 1,163        | 1.09         | Nuevo        | 0         | ±0        |  |  |
| | Somos Perú (SP)1                                           | 1,001        | 0.94         | –18.64       | 0         | –1        |  |  |
| | Movimiento Nueva Izquierda (MNI)                           | 780          | 0.73         | Nuevo        | 0         | ±0        |  |  |
| | Lista Independiente N° 3 Ucayali Tierra Bendita y Generosa | 501          | 0.47         | n/a          | 0         | ±0        |  |  |
| |                                                            |              |              |              |           |           |  |  |
| Total | Total                                                      | 106,952      |              |              | 13        | +2        |  |  |
| |                                                            |              |              |              |           |           |  |  |
| Votos válidos | Votos válidos                                              | 106,952      | 85.46        | –4.30        |           |           |  |  |
| Votos en blanco | Votos en blanco                                            | 13,506       | 10.79        | +5.42        |           |           |  |  |
| Votos nulos | Votos nulos                                                | 4,690        | 3.75         | –1.12        |           |           |  |  |
| Votos emitidos | Votos emitidos                                             | 125,148      | 78.30        | +3.02        |           |           |  |  |
| Abstenciones | Abstenciones                                               | 34,679       | 21.70        | –3.02        |           |           |  |  |
| Votantes registrados                                                                                                | Votantes registrados                                       | 159,827      |              |              |           |           |  |  |
| |                                                            |              |              |              |           |           |  |  |
| Fuente: |                                                            |              |              |              |           |           |  |  |
| Notas al pie: 1 Comparado con los resultados de Movimiento Independiente Somos Perú (SP) en las elecciones de 1998. |                                                            |              |              |              |           |           |  |  |
| Notas al pie: |                                                            |              |              |              |           |           |  |  |
| 1 Comparado con los resultados de Movimiento Independiente Somos Perú (SP) en las elecciones de 1998.               |                                                            |              |              |              |           |           |  |  |

## Elecciones municipales distritales

### Resultados por distrito
La siguiente tabla enumera el control de los distritos de la provincia de Coronel Portillo. El cambio de mando de una organización política se resalta del color de ese partido.
| Distrito      | Alcalde(sa) titular    | Partido político | Partido político  | Alcalde(sa) electo(a)     | Partido político | Partido político |
| ------------- | ---------------------- | ---------------- | ----------------- | ------------------------- | ---------------- | ---------------- |
| Campoverde    | Óscar Vásquez Alva     |                  | Pucallpa 2000     | Wiliam Amasifuén Tanchiva |                  | Nueva Amazonía   |
| Iparía        | Alejandro Vargas Ríos  |                  | Somos Perú        | Gabino Muñoz Rengifo      |                  | Salvemos Iparía  |
| Masisea       | Raúl Contreras Ramírez |                  | Somos Perú        | Delis Bardales Bardales   |                  | Todo por Ucayali |
| Nueva Requena | José Escobedo García   |                  | Vamos Vecino      | Gandy Dionisio López      |                  | Todo por Ucayali |
| Yarinacocha   | Walter Ruiz Vargas     |                  | Popular Ucayalina | Edwin Díaz Paredes        |                  | Todo por Ucayali |